# 死小孩
死小孩（日语：こどもつかい）是一部在2017年製作的日本恐怖電影，由日本知名恐怖片清水崇導演製作。電影由瀧澤秀明、有岡大貴、門脇麥主演。
故事描述某地區發生離奇命案，只要聽到奇妙的音樂，就有人因為見到過去失蹤的小孩亡靈，在三天後死於非命。

## 劇情
郊區小鎮發生連續離奇死亡命案，令警察頭疼。謠言盛傳大人們因為只要聽到奇妙的音樂，見到過去失蹤的小孩亡靈，接連在三天後以怪異的姿態離奇的死於非命。這個謠言傳到正在調查這些案件的記者江崎駿也（有岡大貴 飾）耳中，起初他不願相信是小孩殺了大人，更不相信亡靈詛咒之說，直到他在托兒所工作的女友原田尚美（門脇麥 飾）被一位突如其來的神秘男子（瀧澤秀明 飾）下了相同詛咒。為了保護尚美，駿也不斷透過相關人士追查詛咒背後所發生的原因。只是，越靠近真相的同時，一群死小孩的亡靈們從陰影、走廊、背後鑽出，一次又一次的獵殺他們的性命。

## 人物介紹
- 主要人物

| 角色     | 演員                     | 介紹 |
| 童使     | 瀧澤秀明                 | 故事關鍵的男主角之一，常伴隨靈異的事件出現的神秘男子，具有能操縱孩童的靈魂，並且對大人下達詛咒的能力，實際上是怨靈集結在某個馬戲團木偶所誕生的，只有小孩或被詛咒的人能看到。 |
| 江崎駿也 | 有岡大貴                 | 故事的男主角，是一個盡責的報社記者，與托兒所上班的原田尚美交往。 |
| 原田尚美 | 門脇麥/ （幼年）根本真陽 | 故事的女主角，記者江崎駿也的女朋友，個性大而化之，偶爾粗枝大葉，在托兒所擔任保育老師，非常疼愛自己班上的孩子。                                                               |
| 笠原蓮   | 中野遥斗                 | 原田尚美班上的學生，因為家庭產生心理問題，非常信任自己的老師原田尚美，把她當成媽媽看待，在警察介入後誤會尚美不理會的態度是背叛，因此怨恨原田尚美，引來童使的詛咒。           |

- 次要人物

- 小松洋子：西田尚美
- 近藤創：尾上寛之
- 原田千賀：河井青葉
- 中川友里：田邊桃子
- 柴田絵理奈：玄理
- 柴田瑠奈：矢崎由紗
- 上杉慎吾：山中崇
- 上之郷勝夫：吉澤健

## 幕後花絮
《死小孩》是日本恐怖大師清水崇的作品，在前作《咒怨》中創造出「伽椰子」與「俊雄」這對經典厲鬼母子檔後，他再度將眼光放在鬼小孩上頭，而且一個鬼小孩不夠看，這次他更打造多個向大人索命的鬼小孩。導演對此表示：「孩子的世界純凈又極其敏感，這部電影將會涉及一些社會問題，並傳遞對大人與孩子之間的思考」。
瀧澤秀明於2017年6月18日的映後會中，透露自己個性極端，這回演恐怖片，下次就想要演喜劇片，更點名要讓清水崇執導。

## 製作團隊
- 導演：清水崇
- 編劇：清水崇、布拉吉莉·安妮·山田
- 音樂製作：羽深由理
- 製作人：大角正
- 製作代表：武田功、木下直哉、中山良夫、吉羽治
- 總監製：關根真吾
- 企劃：吉田繁曉
- 電影製片：秋田周平
- 撮影 ： 藤本光明
- 燈光照明 ： 江川齊
- 録音 ：栗原和弘
- 編輯 ：西潟弘記
- 美術 ：福田宣
- 佈景： 野村哲也
- 總造型師：原田幸枝
- 化妝：堀川貴世
- 角色設計・特殊化妝：百武朋
- 音響効果：柴崎憲治
- 音樂監製：高石真美
- 動作執導：小松次郎
- 執行製片：大熊敏之
- 助導：中島勇樹
- 制作單位：松竹撮影所、 東京攝影
- 制作協力：松竹電影中心
- 配給：松竹
- 製作：死小孩製作委員會、講談社、電通